# Prometopidia arenosa
Prometopidia arenosa är en fjärilsart som beskrevs av Edward P. Wiltshire 1961. Prometopidia arenosa ingår i släktet Prometopidia och familjen mätare. Inga underarter finns listade i Catalogue of Life.